# Skazka (álbum de IC3PEAK)
Skazka  (en ruso: Сказка, "cuento de hadas"), traducido al inglés como Fairy Tale, es el cuarto álbum de estudio del dúo ruso IC3PEAK, lanzado el 28 de septiembre de 2018. Solo hay 8 canciones en el álbum, se lanzaron videoclips para las pistas Skazka  y Death No More. En el álbum Skazka había canciones sobre temas sociales agudos, la más llamativa es la canción y el video Death No More.

## Lista de canciones
| N.º   | Título              | Duración |  |
| 1.    | «Считалочка»        | 1:52     |  |
| 2.    | «Сказка»            | 2:45     |  |
| 3.    | «Привет»            | 2:45     |  |
| 4.    | «Красота И Cила»    | 2:25     |  |
| 5.    | «Полчаса»           | 2:26     |  |
| 6.    | «Смерти Больше Hет» | 3:22     |  |
| 7.    | «Таблетки»          | 2:48     |  |
| 8.    | «Слeзы»             | 2:47     |  |
| 21:10 |                     |          |  |

## Miembros de grabación
- Anastasia Kreslina
- Nikolái Kostylev

## Crítica
Aleksey Mazhaev, crítico del sitio InterMedia, escribe: «Al comienzo del álbum, IC3PEAK pisa con confianza todos los rastrillos que se supone que deben pisar los representantes de la “música indie local”: el disco “Fairy Tale” insinúa muy fuertemente que los músicos no asumieron en absoluto que eran alguien entonces él escuchará».
Nikita Mikhalkov publicó su propia reseña del video Death No More. En su opinión, los fanáticos del grupo no entienden el significado de la canción y el video, y simplemente repiten la letra suicida después de los intérpretes: «Pero los chicos que bailan con este clip, ¿entienden el significado? Repiten palabras porque son fáciles, repiten palabras porque el video es atractivo, repiten palabras porque encajan en su subcultura. Pero, ¿entienden el significado de estas palabras y el significado de estas imágenes?». El director calificó el trabajo del video en sí como «de alta calidad y profesionalidad», en su opinión, el presupuesto del clip podría ser de hasta 50 mil dólares.